# Ethel Grandin
Ethel Grandin (3 de março de 1894, Nova Iorque – 28 de setembro de 1988, Woodland Hills, Los Angeles, Califórnia) foi uma atriz de cinema estadunidense da era do cinema mudo, que atuou em 109 filmes entre 1911 e 1922.

## Biografia
Ethel nasceu em Nova Iorque, filha de Edward Siebree Grandin (1859 - 1944) e Julia G. Parker Grandin (1859 - 1927). Aos 6 anos de idade, Ethel começou sua carreira no teatro, em pequenos papéis. Começou a carreira ao lado de Joseph Jefferson, em Rip Van Winkle. Após alguns anos acompanhando companhias de teatro, decidiu ingressar no cinema, em Nova Iorque. Quando ela se inscreveu na Biograph Company, em 1910, D.W. Griffith levantou sua saia para inspecionar suas pernas. Desgostosa com a grosseria de Griffith, ela preferiu a companhia independente de Carl Laemmle, a Independent Moving Pictures Company (IMP), onde Mary Pickford (que excursionou com Ethel no palco) era a garota IMP. Seu primeiro filme foi Dorothy's Family, em 1911, pela IMP, ao lado de King Baggot. 
Mary e Ethel co-estrelaram em uma série de curtas-metragens, incluindo The Toss of a Coin (1911), até que Pickford procurou outros estúdios, e Grandin a substituiu, tornando-se a garota IMP.
Atuou então em vários curta-metragens, trabalhando depois para outras companhias, tais como a Bison 101 e Kay-Bee. Um dos fotógrafos desses filmes, Raymond C. Smallwood, casou com Ethel, num casamento que durou de 1912 até a morte dele, em 23 de fevereiro de 1964; tiveram um filho, Arthur Grandin Smallwood.
Carl Laemmle posteriormente a convidou para retornar aos estúdios IMP, em Nova Iorque. Em 1913, Ethel interpretou uma coadjuvante importante no filme Traffic In Souls que o diretor independente George Loane Tucker estava produzindo secretamente, com seu próprio dinheiro. Tendo como tema a escravidão branca, Ethel interpretou uma jovem aterrorizada que é trancafiada em um bordel. Carl Laemmle concordou em distribuir o filme aos cinemas. O filme fez grande sucesso, e os historiadores consideram que foi o primeiro filme a apresentar a venda do sexo. Ethel se tornou uma estrela, e após vários filmes, criou, ao lado do marido, seu próprio estúdio independente, The Smallwood Film Corporation.
Após o fechamento do seu estúdio, em 1915, no ano seguinte ela retornou às telas com o seriado em 16 capítulos The Crimson Stain Mystery, ao lado de Maurice Costello. Ethel ficou alguns anos sem atuar e retornou em 1921 com The Hunch e Garments of Truth, fazendo seu último filme em 1922, A Tailor-Made Man.

## Smallwood Film Corporation
O estúdio do casal Ethel Grandin e Raymond C. Smallwood, o Smallwood Film Corporation, foi formado em 1914. Em um estúdio alugado no Central Park West e Amsterdam Avenue, em Nova Iorque, produziu cerca de 12 curta-metragens, entre elas  incluindo In Her Daddies Footsteps, The Fashion Shop e The Burglar and the Mouse, em 1915, após o que cessou a produção, sem maiores explicações. Nessa época o irmão de Grandin, George, faleceu aos 25 anos. 

## Vida pessoal e morte
Ethel não mais voltou ao cinema, e criou seu filho, que se formou na Hollywood High School, trabalhou na indústria de cinema em várias atividades técnicas até se alistar na força aérea.
Ethel trabalhou como vendedora de uma grande empresa de cosméticos e, no início dos anos sessenta, Ray e Ethel estavam em condições precárias e se mudaram para a Motion Picture Country House, onde Ray morreu em 1964. Ethel se manteve na instituição para o resto de sua vida. Com o tempo, apesar de se manter lúcida, perdeu a voz. Faleceu aos 94 anos, de insuficiência cardíaca, e está sepultada no Pierce Brothers Valhalla Memorial Park, em Los Angeles.

## Filmografia parcial
- Dorothy's Family (1911)
- The Aggressor (1911)
- Behind the Times (1911)
- The Toss of a Coin (1911)

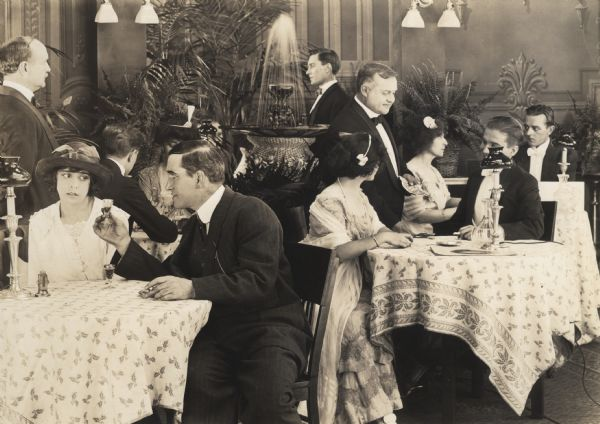
Ethel Grandin e William Cavanaugh em uma cena do filme Traffic in Souls (1913)

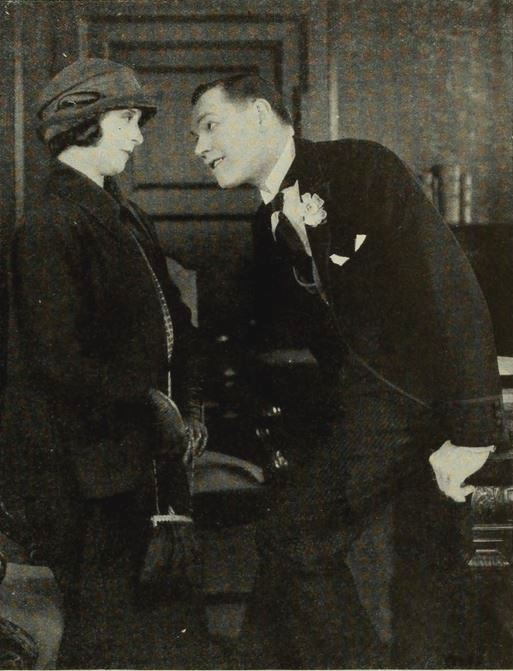
Ethel Grandin e Charles Ray em uma cena do filme A Tailor-Made Man (1922)

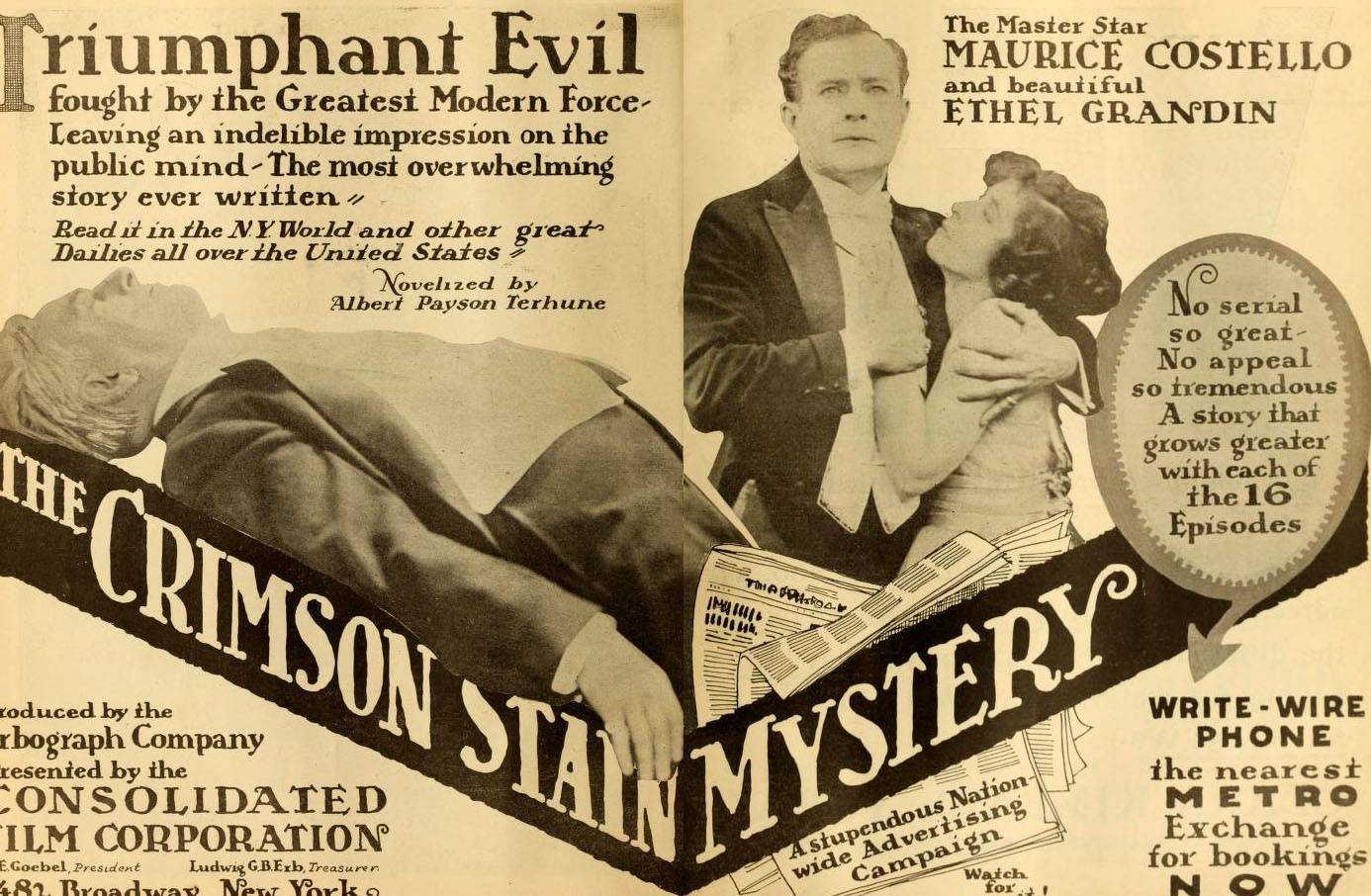
Anúncio do seriado The Crimson Stain Mystery, de 1916, apresentando Ethel Grandin e Maurice Costello.

- By the House That Jack Built (1911)
- A Biting Business (1911)
- Uncle's Visit (1911)
- Cowgirls' Pranks (1911)
- Bar Z's New Cook (1911)
- The Colonel's Peril (1912)
- Sundered Ties (1912)
- The Deserter (1912)
- Blazing the Trail (1912)
- The Invaders (1912)
- The Crisis (1912)
- His Message (1912)
- His Double Life (1912)
- Love and Jealousy (1912)
- The Colonel's Ward (1912)
- The Doctor's Double (1912)
- Blood Will Tell (1912)
- The Gambler and the Girl (1912)
- Broncho Bill's Love Affair (1912)
- The Reckoning (1912)
- An Indian Legend (1912)
- The Kid and the Sleuth (1912)
- A Tenderfoot's Revenge (1912)
- The Ranch Girl's Love (1912)
- The Deputy's Sweetheart (1912)
- War on the Plains (1912)
- The Desert (1912)
- A Soldier's Honor (1912)
- The Garrison Triangle (1912)
- The Lieutenant's Last Fight (1912)
- The Sergeant's Boy (1912)
- The Prospector's Daughter (1912)
- The Law of the West (1912)
- Traffic in Souls (1913)
- A Bluegrass Romance (1913)
- The Mosaic Law (1913)
- When Lincoln Paid (1913)
- The Coward's Atonement (1913)
- A Black Conspiracy (1913)
- A Frontier Wife (1913)
- Texas Kelly at Bay (1913)
- A House Divided
- With Lee in Virginia
- Pure Gold and Dross
- A Black Conspiracy
- The Way of a Mother
- The Toll of War
- The Spell
- The Flame in the Ashes
- The Tale of a Fish
- The Gold Mesh Bag
- The Shells
- The Manicure
- The Fatal Verdict
- None But the Brave Deserve the --?
- The Miser's Son
- The Bachelor Girls' Club
- Borrowed Gold
- Wynona's Vengeance
- Love vs. Law (1913)
- King the Detective in the Jarvis Case (1913)
- The Crimson Stain Mystery (1916)
- The Little Rebel's Sacrifice (1917)
- A Tailor-Made Man (1922)[4]